# De cealaltă parte a justiției
De cealaltă parte a justiției (în engleză Dragged Across Concrete) este un film thriller dramatic polițist neo-noir american din 2018 scris și regizat de S. Craig Zahler. Filmul include o distribuție de ansamblu cu  Mel Gibson, Vince Vaughn, Tory Kittles, Michael Jai White, Jennifer Carpenter, Laurie Holden, Fred Melamed, Udo Kier, Thomas Kretschmann și Don Johnson. A avut premiera la a 75-a ediție a Festivalului Internațional de Film de la Veneția pe 3 septembrie 2018. Filmul a avut o lansare cinematografică  limitată și video-on-demand, o lansare simultană realizată de Summit Entertainment pe 22 martie 2019. 

## Rezumat
Brett Ridgeman și Anthony Lurasetti sunt o pereche de ofițeri de poliție care lucrează în orașul Bulwark. În timpul unei arestări a unui dealer de droguri, Ridgeman care este mai în vârstă, devine excesiv de dur cu un suspect, folosind piciorul pentru a bloca fața omului pe scara de incendiu. De asemenea, toarnă apă rece și își bate joc de prietena surdă a suspectului. Scena este surprinsă pe video, iar cei doi polițiști ajung înaintea superiorului lor, Lt. Calvert. Cu toate că Ridgeman cere ca Lurasetti să fie scutit de orice fel de represalii, Calvert este forțat să-i suspendeze pe ambii bărbați câteva săptămâni fără plată pentru a-i potoli pe cei din mass-media. Cum soția lui Ridgeman este incapabilă să muncească din cauza bolii sale, iar Lurasetti se pregătește s-o ceară de soție pe logodnica sa, bărbații se hotărăsc să-și folosească legăturile criminale pe care și le-au dezvoltat în timp pentru a face rost de bani până când suspendările lor vor fi ridicate. Prin intermediul lui Friedrich, un om de afaceri bogat și un asociat criminal care îi datorează o favoare, Ridgeman primește un pont de la Lorentz Vogelmann. 
Între timp, fostul deținut proaspăt eliberat Henry Johns caută mai multe oportunități de a-și finanța mama sa dependentă de droguri, prostituată și pe fratele său mai mic aflat în scaunul cu rotile. De aceea se alătură prietenului său din copilărie Biscuit într-o misiune misterioasă. Angajatorul lor se dovedește a fi Vogelmann, care îi folosește ca șoferi la jaful unei bănci. Ridgeman și Lurasetti urmăresc echipa lui Vogelmann, identificând rapid semnele unui jaf de bancă; deși Lurasetti vrea să oprească jaful, Ridgeman îl convinge să-i lase să-și termine treaba înainte să-i jefuiască la rândul lor pe spărgători. 
Vogelmann și agenții săi intră în  bancă după un transport de lingouri de aur, unde execută în mod sadic și inutil mai mulți angajați, printre care și pe Kelly Summer, care este în prima zi a concediului său de maternitate. Această brutalitate nu este văzută bine de Henry și Biscuit, care își dau seama că pot fi și ei executați de Vogelmann când nu va mai avea nevoie de ei. Lurasetti este și el răscolit de vină din cauză că i-a permis lui Ridgeman să-l convingă să nu intervină. Cei doi polițiști urmăresc spărgătorii până într-un punct de întâlnire din mediul rural unde vor să schimbe automobilul. 
În timp ce spărgătorii ajung în acest loc, Henry și Biscuit se întorc au un schimb de focuri cu oamenii lui Vogelmann.Biscuitul este ucis, unul dintre acoliții lui Vogelmann este rănit și Henric scapă în peisaj. Ridgeman și Lurasetti sosesc și răstoarnă mașina spărgătorilor. Vogelmann o șantajează pe ostatică, amenințând că-i va omorî toată familia dacă nu face ce-i cere. Ea iese din mașină, se apropie de cei doi polițiști și-l  împușcă pe Lurasetti. Ridgeman o ucide, iar Lurasetti, pe moarte, ascultă la telefon un mesaj vocal de la prietena lui, în care-i refuza propunerea de căsătorie. Ridgeman distruge singur echipa lui Vogelmann, dar cade în ambuscada lui Henry, care l-a înregistrat pe Ridgeman cum ucide ostatica ca să-l șantajeze la nevoie. După o scurtă altercație fizică, cei doi ajung la un armistițiu, fiind de acord să curățe împreună locul crimei, să-i îngroape pe morți și să împartă aurul. Ei cooperează, iar treaba este aproape gata, dar Ridgeman îl amenință cu o armă pe Henry, cerând ștergerea videoclipului pe care l-a înregistrat cu telefonul, în ciuda insistenței lui Henry că își dă cuvântul că nu va folosi filmarea. Panicat, Henry trage cu propriul pistol și îl împușcă pe Ridgeman în auto-apărare. Henry îi spune lui Ridgeman aflat pe moarte că nu va mai împărți cu el prada 60-40%, dar îl asigură că va avea grijă de familia lui Ridgeman. 
Aproape un an mai târziu, Henry trăiește pe picior mare într-un conac foarte scump alături de mama și de fratele său. Soția și fiica lui Ridgeman primesc un pachet anonim prin poștă, trimis de Henry, care conține o cutie de țigări plină cu lingouri de aur. 

## Distribuție
- Mel Gibson  ca Brett Ridgeman
- Vince Vaughn ca Anthony Lurasetti
- Tory Kittles ca Henry Johns
- Michael Jai White ca Biscuit
- Jennifer Carpenter ca Kelly Summer
- Laurie Holden ca Melanie Ridgeman
- Fred Melamed ca domnul Edmington
- Udo Kier ca Friedrich
- Tattiawna Jones ca Denise
- Justine Warrington ca Cheryl
- Jordyn Ashley Olson ca Sara Ridgeman
- Myles Truitt ca Ethan Johns
- Vanessa Bell Calloway ca Jennifer Johns
- Noel G ca Vasquez
- Primo Allon ca Black Gloves
- Matthew MacCaull ca Grey Gloves
- Thomas Kretschmann  ca Lorentz Vogelmann
- Don Johnson  ca Chief Lt. Calvert
- Richard Newman ca Feinbaum

## Producție
La 1 februarie 2017, S. Craig Zahler a semnat un contract pentru a regiza Dragged Across Concrete pe baza unui scenariu pe care tot el l-a scris. Un film despre brutalitatea polițiștilor în care rolurile principale vor fi jucate de Mel Gibson și pe Vince Vaughn, care anterior au lucrat împreună în filmul Fără armă în linia întâi din 2016. Keith Kjarval de la Unified Pictures a produs filmul împreună cu Zahler și Dallas Sonnier de la Cinestate, Jack Heller de la Assemble Media și Sefton Fincham de la Look to the Sky Films, cu fonduri de la Unified Film. În mai 2017, Lionsgate a obținut drepturile de distribuție americane ale filmui și l-a lansat prin intermediul filialei sale, Summit Entertainment.  Filmările principale au început pe 17 iulie 2017 în Vancouver.

## Recepție
Pe Rotten Tomatoes, Dragged Across Concrete are un rating de aprobare de 73% pe baza a 103 recenzii, cu un rating mediu de 6,84/10. Consensul site-ului este: "Dragged Across Concrete a optat pentru o dramă încetinită în loc de un thriller în mare viteză[...]". Pe fMetacritic, filmul are un scor mediu de 61 din 100, bazat pe 19 critici, indicând "recenzii în general favorabile". 